# Bataille
Pour les articles homonymes, voir Bataille (homonymie).

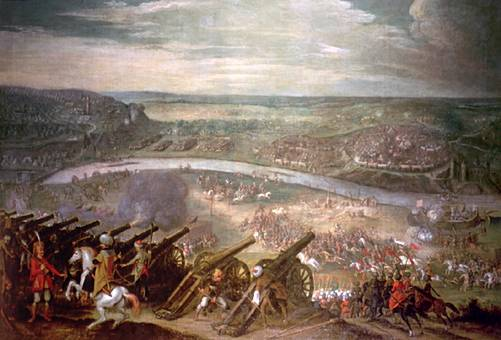
La bataille de Vienne, par Pieter Snayers.

Une bataille est un combat entre deux ou plusieurs groupes. Les batailles ont généralement lieu au cours d'une guerre. Le nombre de combattants est très variable et peut aller de quelques individus dans chaque camp à plusieurs centaines de milliers.
On considère généralement que l'un des camps en présence est victorieux lorsque son adversaire s'est rendu, s'est dispersé, a fait retraite ou a été rendu incapable de poursuivre des opérations militaires. Le stratège allemand Carl von Clausewitz a affirmé que « l'utilisation des batailles pour gagner la fin de la guerre » était l'essence de la stratégie.

## Étymologie et définition
Le mot « bataille » provient de l'ancien français. Sa première attestation remonte à environ 1100, dans la Chanson de Roland. Le mot provient vraisemblablement du bas latin battualia, attesté aux Ve et VIe siècles, qui désigne le « combat d'escrime ». Le mot bas-latin semble lui-même influencé par le germanique battuere (« battre »). Le mot en ancien français est à l'origine de l'anglais battle.
Le CNRTL définit une bataille comme l'« action générale de deux armées qui se livrent combat ».
La bataille est une action générale des troupes et précédée de préparation, calculée, donc prévue, tandis que le combat est une action particulière d'une partie des troupes, et souvent imprévue. L'escarmouche se différencie du combat, car c'est un combat ponctuel de très courte durée et souvent inopiné, qui survient généralement entre des patrouilles ou des détachements militaires. Le combat et l'escarmouche permettent de tester les forces de l'ennemi à petite échelle et peut être un prélude à un engagement plus important.

## Caractéristiques
L'historien militaire britannique Sir John Keegan a suggéré qu'une définition idéale de la bataille serait « quelque chose qui intervient entre deux armées menant à la destruction morale puis physique de l'une ou l'autre d'entre elles », bien qu'on ne puisse que rarement résumer si simplement les causes et conséquence d'une bataille.
Le but d'une bataille est d'atteindre un point décisif, qui est idéalement la victoire, mais la stratégie et les circonstances requièrent souvent un compromis. Un camp obtient la victoire quand son adversaire se rend, se retrouve dispersé, forcé à fuir ou est rendu militairement inutile pour la suite des combats. Cependant, une bataille peut se terminer par une victoire à la Pyrrhus qui peut finir par donner l'avantage au camp « perdant ». Une bataille peut également se transformer en impasse, sans aboutir à un résultat décisif pour un camp. Avant le XXe siècle, la majorité des batailles étaient de courte durée, la plupart durant une journée ou moins (les batailles de Gettysburg ou de Leipzig étant en cela exceptionnelles, ayant chacune duré trois jours). Cela était principalement dû à la difficulté d'approvisionner une armée sur le champ de bataille . Le moyen typique de prolonger une bataille était de recourir à la poliorcétique, c'est-à-dire aux techniques de siège. Les améliorations au niveau des transports et la mise en place des guerres de tranchée, qui sont de la même nature que les sièges, font que la durée des batailles s'étend sur des semaines voire des mois, particulièrement durant la Première Guerre mondiale. Cependant, durant de si longues batailles la rotation régulière des unités fait que les périodes de combat intensif auquel était soumis chaque soldat tendent à rester brèves. 
Les batailles peuvent être à une petite échelle, impliquant seulement une poignée de combattants, par exemple deux escouades, jusqu'à des batailles au niveau d'armées entières impliquant des centaines de milliers d'individus. L'espace que prend une bataille dépend de l'armement de ses combattants. Avant l'invention de l'artillerie et des aéronefs, les batailles se tenaient entre deux camps se tenant à portée de vue l'un de l'autre, quand ce n'était pas directement au contact. La profondeur des champs de bataille s'est étendue dans la guerre moderne avec les unités de soutien restant à l'arrière (ressources, artillerie, unités médicales, etc.) dépassant maintenant en nombre les troupes engagées sur la ligne de front.
Les batailles sont, de manière générale, constituées d'une multitude de combats individuels et les combattants n'ont généralement connaissance que d'une partie limitée des événements. Le soldat d'infanterie peut avoir peu d'éléments lui permettant de savoir s'il participe à un raid mineur ou à une offensive majeure, ou d'anticiper le cours futur de la bataille, et ainsi peu des soldats en première ligne le premier jour de la bataille de la Somme, le 1er juillet 1916, auraient pu anticiper qu'ils participeraient toujours à la même bataille cinq mois plus tard. À l'inverse, certains des soldats alliés qui venaient d'infliger une défaite à la France à la bataille de Waterloo s'attendaient pleinement à avoir à combattre à nouveau le lendemain.

## Types de batailles

### Par forces engagées
- terrestre (bataille d'Ausculum),
- navale (bataille de Trafalgar),
- aérienne (bataille d'Angleterre),
- aéronavale (attaque de Pearl Harbor),
- aéroterrestre (dernière mission du Baron rouge),
- opérations combinées (bataille de Normandie),
- de cavalerie (charge de Burkel),
- d'artillerie (tir d'artillerie sans combat autre).

### Par les dispositionstactiquesmises en œuvre
- de siège (siège d'Alésia),
- d'usure (bataille de Verdun),
- d'encerclement, d'enveloppement (bataille de Cannes),
- d'anéantissement (bataille de Stalingrad),
- d'embuscade (bataille de Roncevaux),
- amphibie (débarquement de Normandie).

### Par l'issue
- bataille décisive,
- bataille (classique).

### Par l'importance des forces engagées
- bataille totale,
- combat,
- engagement,
- accrochage,
- coup de main,
- escarmouche.

## Dénomination des batailles
La tradition militaire veut que celui qui laisse le terrain (repli, reddition) soit celui qui a perdu la bataille, même si par exemple il a perdu moins d'hommes que son adversaire (victoire à la Pyrrhus). En général, c'est donc le nom du lieu dont la possession était visée par le vainqueur qui donne son nom à une bataille, ou parfois un élément marquant du paysage (bataille de l'Écluse). La localisation peut être perçue différemment selon les camps (en fonction des objectifs ou du positionnement des troupes ou de l’état-major de chacun des camps) et il arrive donc qu'une bataille ne porte pas le même nom selon le camp (bataille de Sadowa/Königgrätz).